# Боневичі
Боне́вичі — село в Україні, у Самбірському районі Львівської області, у межах етнічної української території Надсяння. Населення становить 658 осіб. Орган місцевого самоврядування — Добромильська міська рада.

## Географія
Село розташоване по обидва боки річки Вирва, при підніжжі гори Радич, у передгір'ї Карпат, неподалік від міста Добромиль.

## Історія
У 1611—1617 рр. в селі, яке належало Гербуртам, раніше була Добромильська друкарня, де виходили книги: історичні праці й полемічні трактати латиною. Друкарня видавала історичні хроніки Яна Длугоша, Вінцентія Кадлубека і «Аннали» Станіслава Оріховського. На видавничому знакові Добромильської друкарні, якою керував Ян Шеліга, був девіз: «Правда і праця».

## Загальні відомості
Відстань від центру до пожежної частини 7 км, лікарні 1,5 км, до місцевої ради 1,5 км. Дороги з твердим покриттям 2 км. Газифікація населеного пункту становить 100 %. Магазини 2. 
Територія населеного пункту 830 га, під забудову та присадибні ділянки 51,25 га, орна земля 137 га, пасовища 31,5 га, громадські ліси 39,5 га. 
Залізниця: зупинний пункт Боневичі на лінії Нижанковичі — Хирів.
Заклади охорони здоров'я — ФАП.
Школа неповна середня, кількість місць 100 чол. Бібліотека, керівник Пацула З. П.

## Пам'ятки архітектури
Церква святого Апостола Пилипа побудована 1847 року, тепер належить ПЦУ. Церква Архистратига Михаїла побудована у 2006 році, конфесія УГКЦ.

## Інтернет-посилання
- http://bonevyshi.at.ua%5Bнедоступне+посилання%5D
- Пагутяк Г. Історія в бур'янах, або Як знищили Добромильську друкарню.
- «Правдою і працею» усі добрі справи робляться [Архівовано 23 вересня 2016 у Wayback Machine.]
- Рай і пекло Гербуртів [Архівовано 29 червня 2011 у Wayback Machine.]

| Україна | Це незавершена стаття з географії України. Ви можете допомогти проєкту, виправивши або дописавши її. |